# 秤量銀貨

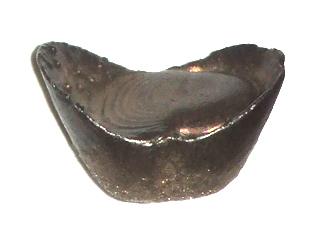
中国 馬蹄銀

秤量銀貨（しょうりょうぎんか/ひょうりょうぎんか）とは量目が不定の銀地金を貨幣として用いるものであり、取引毎に天秤で目方を測定して使用される秤量貨幣である。
日本では、江戸時代の丁銀および豆板銀（小玉銀）が有名であるが、飛鳥時代に用いられたとされる無文銀銭（量目が比較的揃えられているため計数貨幣とする説もある）および戦国時代から江戸時代初期に掛けて各地で流通した領国貨幣（りょうごくかへい）などもあった。また秤量銀貨が最も広く用いられたのは地丁銀制に見られるように中国であり、馬蹄銀（ばていぎん）などの銀錠（ぎんじょう）が大口取引に用いられ、鞍の形をした鞍型銀（くらがたぎん）、タイでは腕輪銀（うでわぎん）および虎の舌銀（とらのしたぎん）などが量目に応じて取引に用いられた。
これらの秤量銀貨、特に中国のものは南鐐（なんりょう）と呼ばれる純銀に近いもので、南鐐は中国の銀山の地名に由来し、同義語としてソーマと呼ばれるものがあったが、これは石見銀山が佐摩と呼ばれる地にあり、ここから産出される良質の灰吹銀という意味であった。

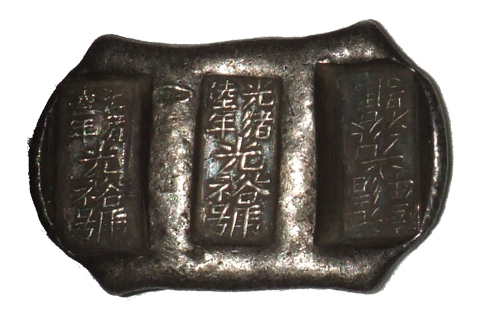
中国 鞍型銀

銀山から山出しされる鉱石を製錬して得られる灰吹銀は、銀貨および銀製品の原料とされるが、これに極印を打ったものがそのまま目方により取引に使用され、極印銀（ごくいんぎん）と呼ばれ、また小額取引にはこれを適宜切断した切銀（きりぎん）が用いられ、領国貨幣はこのようなものが中心であった。領国貨幣は産地により銀品位が多種多様であり、幕府による丁銀は品位が一定に定められたが、吹替えにより品位が変化し、実質を重視する商人は見かけの量目よりも含有銀量を重視し、取引はしばしば煩雑なものになった。
日本では秤量銀貨の量目表示は戦国時代末期以降、貫および匁の単位を主に用いたが、それ以前は43匁（約161グラム）を銀拾両（十両）とし、これを銀一枚（ぎんいちまい）と呼ぶ単位が用いられ、江戸時代でも恩賞、贈答用にはこの単位が用いられた。一方、中国では両といえば専ら秤量銀貨の単位であり、テールと呼ばれた。
やがて灰吹銀を譲葉の形状に打ち伸ばした古丁銀が登場し、これが江戸時代の丁銀の原型となり、量目は不定であるものの銀一枚が大方の目安であった。丁銀は銀座常是および両替商が銀500匁または銀一枚毎に包封した包銀の形で取引に使用されるのが一般的であり、裸銀の状態で売買に使用されることはほとんどなかった。一方、豆板銀は銀秤を用いて日常の取引に用いられることもしばしばであった。また、江戸時代の秤量銀貨の取引では、江戸時代の天秤の分銅の最小単位は1分（約0.373g）であったため、0.2 - 0.3g程度以内の誤差はあったようである。
江戸時代の銀貨といえば当初は全て秤量銀貨を指していたが、明和年間以降、南鐐二朱判、一分銀などの金貨単位による計数銀貨が発行されるようになり、これは秤量銀貨に対する、小判など両を単位とする貨幣の流通量の増大を意味し、銀高金安となり江戸の諸物価高を引き起こした。文政年間以降は計数銀貨の流通高が秤量銀貨を凌駕するようになり、銀目取引は次第に銀札および手形などに中心が移り、幕末には丁銀や豆板銀がほとんど流通していない状態となっていった。慶応4年（1868年）の明治政府の銀目廃止令の布令により、丁銀・豆板銀は通用停止となった。